# Vanessa Arauz
Vanessa Arauz León (Quito, 5 de febrero de 1989) es una entrenadora de fútbol ecuatoriana.  Fue la seleccionadora oficial de Ecuador en la Copa Mundial Femenina de la FIFA 2015 con 26 años, convirtiéndose en la entrenadora más joven de la historia en una Copa Mundial Femenina o Masculina de la FIFA.
Desde 2021 dirigió al equipo femenino de Independiente del Valle de Ecuador. Llegó a semifinales de la Superliga.
Durante 2022 a 2024 dirigió las categorías juveniles de Universidad Católica de Chile.
El 28 de junio de 2024 fue anunciada como entrenadora de la selección nacional femenina sub-17 de Chile.

## Trayectoria

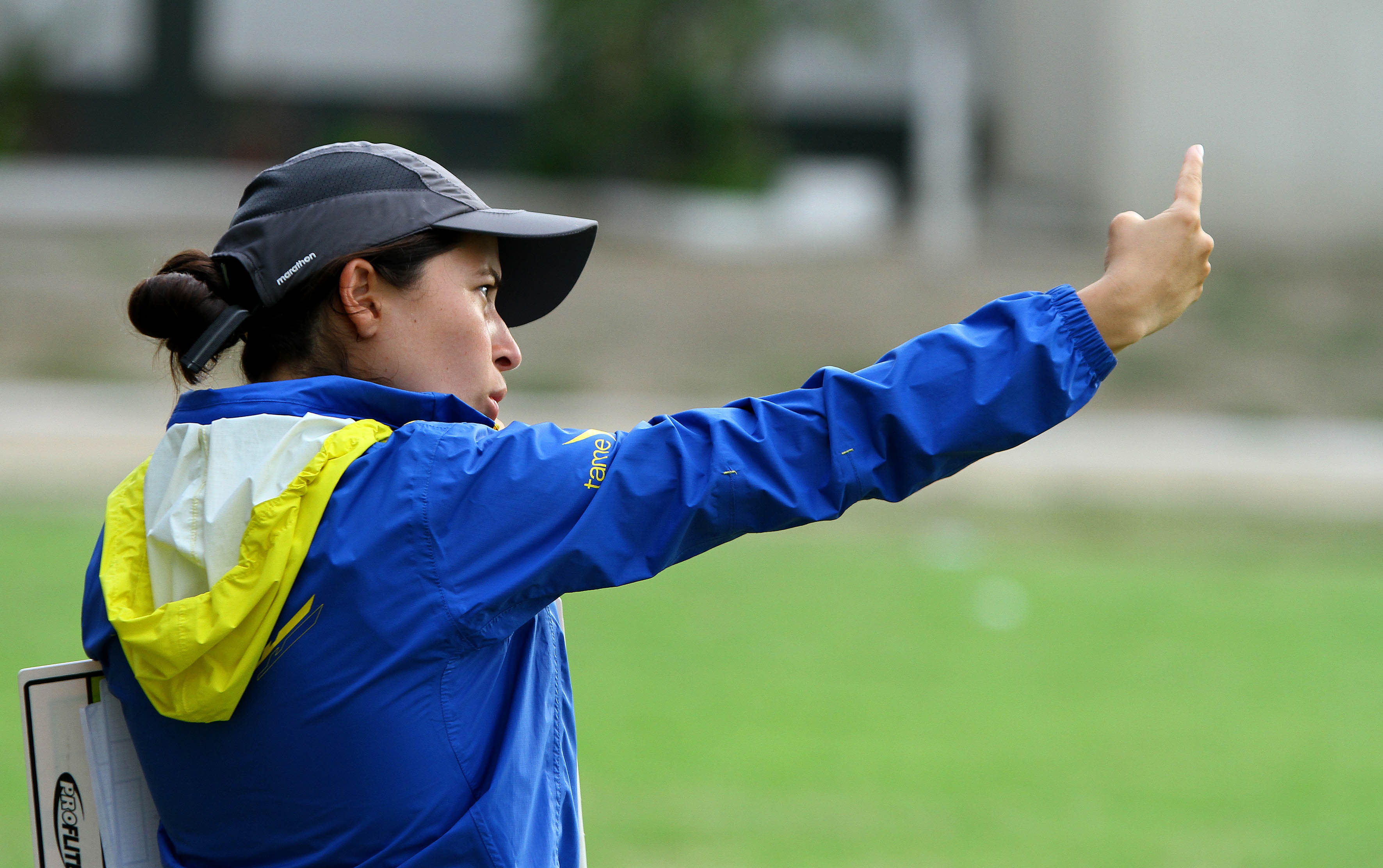
Vanessa Araúz durante una preparación para el mundial de Canadá 2015.

Se graduó de entrenadora de fútbol en el Instituto Tecnológico Superior de la Federación Ecuatoriana de Fútbol (FEF) en 2011, siendo la primera mujer en lograrlo y obteniendo el segundo mejor puntaje de su generación. Esto hizo que fuera llamada a asumir como asistente técnico en la Selección femenina mayor de su país. En 2013 pasa a hacerse cargo del equipo femenino como entrenadora, incluidas las categorías menores.
Como seleccionadora de Ecuador, logró una histórica primera clasificación a un mundial femenino para el país, llevando a su equipo a la Copa Mundial Femenina de Fútbol de 2015 en Canadá. En aquel evento y con 26 años, se convirtió en la persona más joven en dirigir en una Copa Mundial, tanto en la versión femenina como masculina. Esto le valió el reconocimiento por parte del Libro Guinness de los récords, recibiendo la certificación en agosto de 2015.
En septiembre de 2017 comenzó a formar parte del cuerpo de Instructores de la Confederación Sudamericana de Fútbol (CONMEBOL). En noviembre de ese mismo año, logró obtener con Ecuador femenino sub-20 la medalla de plata en los Juegos Bolivarianos de 2017 que se celebraron en Santa Marta, Colombia.
En 2018, y luego de participar en el Campeonato Sudamericano Sub-20 y en el Sudamericano Sub-17, deja el mando de las selecciones en marzo de aquel año, volviendo a hacer presente la necesidad de la creación de una Liga Profesional Femenina en su país, lo que se comenzó a concretar con la creación de la —semiprofesional— Súperliga Femenina de Ecuador en 2019.
En 2019 obtuvo una Maestría en Fútbol de Alto Rendimiento (MBP School of Coaches) en Barcelona, España.
A inicios de 2020 firmó en Colo-Colo femenino por una temporada, el club más ganador de la Primera División de fútbol femenino de Chile, convirtiéndose en la primera mujer en dirigirlo. Debido a la pandemia de COVID-19 en Chile, el Campeonato 2020 fue suspendido en marzo tras haberse disputado solamente una fecha del torneo. Por las restricciones sanitarias en el país, Arauz continuó con los entrenamientos de las futbolistas de forma remota. El fútbol retorno a fines de octubre con un nuevo torneo corto llamado Torneo de Transición 2020, en el cual Colo-Colo llegó a semifinales tras haber clasificado segundo en su grupo. Terminada la temporada, la dirigencia colocolina comunicó el 31 de diciembre la decisión de rescindir el contrato del cuerpo técnico femenino, dejando a Arauz en «libertad de acción» argumentando la incertidumbre con respecto al futuro del fútbol debido a la situación sanitaria.
El 4 de enero de 2021, se comunica su incorporación como entrenadora del equipo femenino de Independiente del Valle de Ecuador.

## Equipos
| Equipo                             | País    | Año       |
| ---------------------------------- | ------- | --------- |
| Selecciones nacionales femeninas   | Ecuador | 2013-2018 |
| Colo-Colo (femenino)               | Chile   | 2020      |
| Independiente del Valle (femenino) | Ecuador | 2021      |
| Universidad Católica (femenino)    | Chile   | 2022-2024 |